# غويلرمو كالفو
غويلرمو كالفو (بالإسبانية: Guillermo Calvo)‏ هو اقتصادي أرجنتيني، ولد في 1941 في بوينس آيرس في الأرجنتين.